# Сал (притока Дону)
Сал — річка в Росії, ліва притока Дону. Утворюється від злиття річок Джурак-Салу і Кара-Салу, що беруть початок на західних схилах Ергенів. Довжина 798 км, площа басейну — 21 300 км²; живлення переважно снігове. У верхів'ях пересихає; використовується для зрошення.